# ساشا ماكدونل
ساشا ماكدونل (بالإنجليزية: Sasha McDonnell)‏ (12 يناير 1987 بكيرنز في أستراليا - ) هي لاعبة كرة قدم أسترالية في مركز الهجوم. لعبت مع كانبيرا يونايتد ونادي بريزبان رور ونيوكاسل يونايتد جتس.

## وصلات خارجية
- ساشا ماكدونل على موقع الاتحاد الدولي (مؤرشف)  (الإنجليزية)
- ساشا ماكدونل على موقع قاعدة بيانات كرة القدم.إي يو (الإنجليزية)